# Скавински, Маркос Алберто
Маркос Алберто Скавински (наиболее известен по прозвищу Маркан, порт.-браз. Marcos Alberto Skavinski (Marcão); 28 марта 1975, Куритиба) — бразильский футболист, левый фланговый защитник. Наиболее известен по выступлениям за клубы «Интернасьонал» и «Атлетико Паранаэнсе».

## Биография
Воспитанник клуба «Коритиба» из родного города. До 1996 года выступал за эту команду, а затем, вплоть до 2003 года, выступал за ряд довольно скромных команд, зачастую из низших дивизионов (единственным суперклубом в этот период был «Атлетико Минейро» в 1999 году, где Маркан не имел твёрдого места в основе).
В 2004 году попал в «Атлетико Паранаэнсе». В первый же сезон помог команде занять второе место в чемпионате Бразилии. «Рубро-негро» в 2005 году впервые в своей истории дошли до финала Кубка Либертадорес, где уступили «Сан-Паулу» (первый в истории турнира финал с представителями одной страны). Маркан был капитаном «Атлетико» в этот период.
В 2006 году выступал на правах аренды в Саудовской Аравии и Японии.
В 2007 году перешёл в «Интернасьонал». В августе игроку были выдвинуты обвинения в употреблении допинга. Впоследствии они были сняты, так как выяснилось, что подозрительные вещества попали в организм Маркан со средством от облысения, которое он использовал 5 лет.
В 2008 году выиграл со своим клубом Южноамериканский кубок, а также чемпионат штата Риу-Гранди-ду-Сул. Последнее достижение он повторил уже в 2009 году, правда, уже в ходе турнира в феврале перешёл в «Палмейрас». Спустя год игрок перешёл в «Гоияс».

## Титулы
- Южноамериканский кубок (1): 2008
- Финалист Кубка Либертадорес (1): 2005
- Вице-чемпион Бразилии (1): 2005
- Лига Гаушу (2): 2008, 2009
- Чемпион 2 дивизиона Лиги Паулисты (1): 2000